# 모노크롬 디스플레이 어댑터

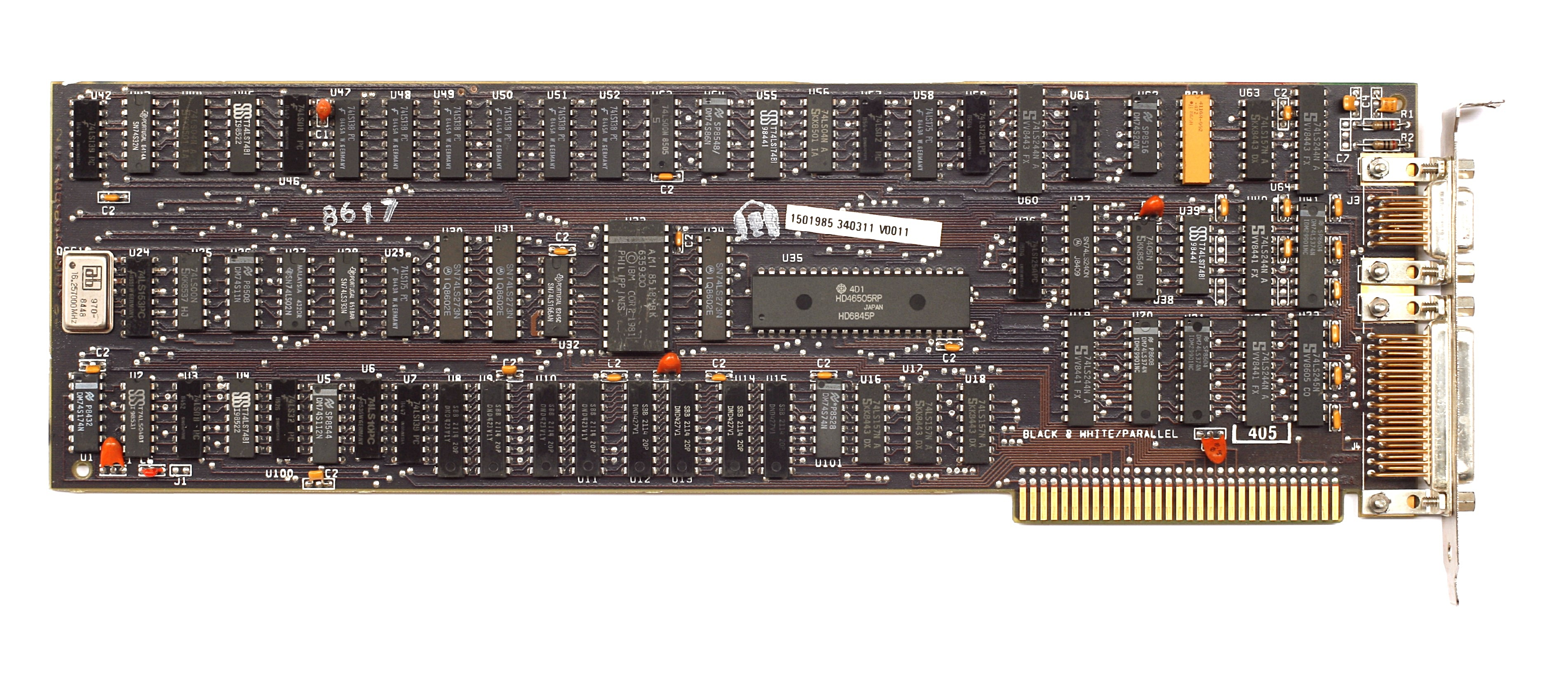
히타치 HD6845 및 프린터 포트가 장착된 IBM MDA 카드

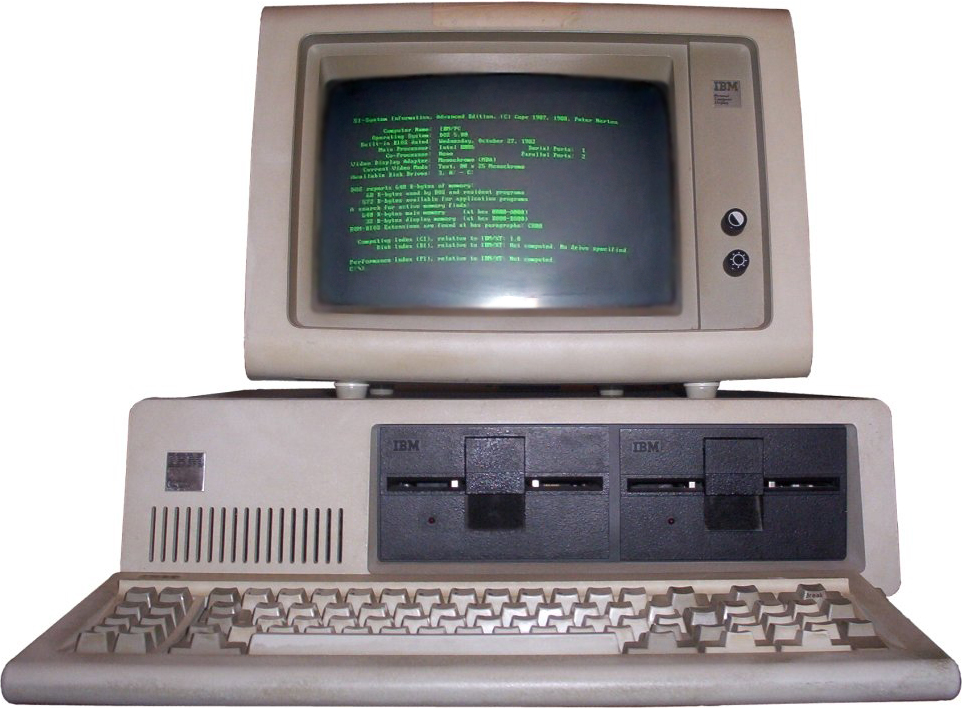
모노크롬 디스플레이 어댑터로 구동되고 있는 IBM 5151 모니터

IBM 모노크롬 디스플레이 어댑터(Monochrome Display Adapter, 간단히 MDA)는 1981년에 IBM사가 도입한 표준 비디오 디스플레이 카드이자 PC용 디스플레이 표준이다. MDA는 어떠한 종류의 그래픽 모드도 제공하지 않았다. 단지 모노크롬 텍스트 모드 (PC 비디오 모드 7)만을 제공하였으며 80 열 x 25 줄의 문자열을 보여주었다.
표준 IBM DMA 카드는 4 킬로바이트의 비디오 메모리를 장착하였다. MDA의 높은 문자열 해상도가 주 특징이어서 비즈니스와 워드프로세스에 적합하였다. 경쟁 디스플레이 어댑터로는 CGA, HGC가 있었다.

## 규격

### 단자
핀 수 (소켓 참고):
| 핀 | 기능        |
| -- | ----------- |
| 1  | 그라운드    |
| 2  | 그라운드    |
| 3  | 쓰이지 않음 |
| 4  | 쓰이지 않음 |
| 5  | 쓰이지 않음 |
| 6  | 세기 (강도) |
| 7  | 비디오      |
| 8  | 수평 동기화 |
| 9  | 수직 동기화 |

### 신호
| 종류        | 디지털, TTL |
| 해상도      | 720h × 350v |
| 수평 주파수 | 18.432 kHz  |
| 수직 주파수 | 50 Hz       |
| 색          | 2~4가지     |

## 같이 보기
- 모노크롬 모니터